# Fürkeltrath
Fürkeltrath ist eine Hofschaft in der bergischen Großstadt Solingen.

## Geographie
Die Hofschaft Fürkeltrath befindet sich im nordwestlichen Teil des Stadtteils Gräfrath in der Nähe der Stadtgrenzen zu Wuppertal-Vohwinkel und Haan. Sie befindet sich unmittelbar westlich von Eipaß und Buxhaus auf einer Anhöhe oberhalb der Itter. Im Nordosten befindet sich der Businesspark Piepersberg. Im Tal der Itter östlich und nordöstlich von Fürkeltrath befinden sich die Ortslagen Grund, Blumental und Neu-Eipaß. Südwestlich von Fürkeltrath liegt Backesheide, durch das die Stadtgrenze zwischen Haan und Solingen verläuft.
Bei Fürkeltrath entspringt der Holzer Bach, der über Gütchen und Holz fließt und zwischen der Bausmühle und dem Zieleskotten in die Itter mündet.

## Etymologie
Der Ortsname Fürkeltrath kommt in Abwandlungen mehrfach im Solinger Stadtgebiet vor, etwa in Fürk bei Merscheid oder Oben-, Mittel- und Untenfürkelt bei Widdert. Das Bestimmungswort Fürk steht für den Föhrenbaum (= die Kiefer). Das Suffix -rath deutet auf eine Rodung hin. Demzufolge handelt es sich bei Fürkeltrath um die Rodung der Kiefern, die nötig war, um den Ort zu besiedeln. Laut Dittmaier geht das Bestimmungswort auf den Personennamen Fulkilo (mit Dissimilation des ersten l in r) zurück.

## Geschichte
Die Hofschaft Fürkeltrath lässt sich bis in das 17. Jahrhundert zurückverfolgen. Im Jahre 1715 in der Karte Topographia Ducatus Montani, Blatt Amt Solingen, von Erich Philipp Ploennies ist der Ort mit einer Hofstelle verzeichnet, jedoch nicht benannt. Laut Brangs handelt es sich dabei um ein Versehen, da der Ort bereits im Jahre 1671 urkundlich belegt ist und in den Folgejahren mehrfach in den Sitzungsunterlagen des Walder Konsistoriums Erwähnung findet. Der Hof gehörte zur Honschaft Itter innerhalb des Amtes Solingen. Die Topographische Aufnahme der Rheinlande von 1824 verzeichnet den Ort als Fürkeltrat. Die Preußische Uraufnahme von 1843 verzeichnet den Ort als Förkelrath, in der Topographischen Karte des Regierungsbezirks Düsseldorf von 1871 ist der Ort als Fürkelrath verzeichnet.
Nach Gründung der Mairien und späteren Bürgermeistereien Anfang des 19. Jahrhunderts gehörte der Ort zur Bürgermeisterei Wald. 1815/16 lebten 58, im Jahr 1830 66 Menschen im als Weiler bezeichneten Fürkeltrath. 1832 war der Ort Teil der Ersten Dorfhonschaft innerhalb der Bürgermeisterei Wald, dort lag er in der Flur II. (Holz). Der nach der Statistik und Topographie des Regierungsbezirks Düsseldorf als Hofstadt kategorisierte Ort besaß zu dieser Zeit 14 Wohnhäuser und 17 landwirtschaftliche Gebäude. Zu dieser Zeit lebten 80 Einwohner im Ort, davon 29 katholischen und 51 evangelischen Bekenntnisses. Die Gemeinde- und Gutbezirksstatistik der Rheinprovinz führt den Ort 1871 mit 14 Wohnhäusern und 106 Einwohnern auf. Im Gemeindelexikon für die Provinz Rheinland von 1888 werden für Fürkeltrath 13 Wohnhäuser mit 102 Einwohnern angegeben. 1895 besitzt der Ortsteil 13 Wohnhäuser mit 110 Einwohnern, 1905 werden 14 Wohnhäuser und 112 Einwohner angegeben.
Im Jahre 1887 wurde direkt am Ort vorbei die Bahnstrecke Solingen–Wuppertal-Vohwinkel trassiert, die nach ihrer Stilllegung Ende des 20. Jahrhunderts zum Radwanderweg Korkenziehertrasse umgebaut wurde. Mit der Städtevereinigung zu Groß-Solingen im Jahre 1929 wurde Fürkeltrath ein Ortsteil Solingens. Seit dem Jahre 1985 stehen von den historischen Fachwerkhäusern in Fürkeltrath die Gebäude Fürkeltrath 3, 5, 5a sowie  38 und 39 unter Denkmalschutz. Mitte der 1990er Jahre wurde am Ort vorbei der neue Zubringer zur Autobahn 46, die Straße Roggenkamp, angelegt.
Seit dem beginnenden 21. Jahrhundert gibt es Bestrebungen in der Solinger Lokalpolitik, die zumeist landwirtschaftlich genutzten Flächen rund um Fürkeltrath zukünftig als Gewerbeflächen zu nutzen. Gegner dieser Planungen sind die Anwohner Fürkeltraths, die sich unter anderem in der inzwischen aufgelösten Bürgerinitiative Fürkeltrath zusammengefunden haben.